# Anna Molberg
Anna Irene Molberg (nascida a 5 de agosto de 1990) é uma política norueguesa.
Ela foi eleita representante no Storting pelo círculo eleitoral de Hedmark para o período 2021-2025, pelo Partido Conservador.
Foi também vice-representante no Storting de 2009 a 2013.